# Pensée unique
Pensée unique of eenheidsdenken is een pejoratieve uitdrukking uit de politiek en media die verwijst naar de idee dat een kwestie, meestal een politiek/maatschappelijk probleem, slechts op één manier kan benaderd worden. 
Leidende opiniemakers, zoals journalisten, politici en intellectuelen zouden het publiek de indruk geven dat voor het aanpakken van bepaalde maatschappelijke problemen slechts één manier bestaat en dat alternatieven uitgesloten zijn. Indien die er toch al zouden zijn, worden zij als onethisch of zelfs misdadig bestempeld. Aanhangers van alternatieve opvattingen zouden uit het maatschappelijk debat geweerd worden door hen dood te zwijgen of in een kwaad daglicht te stellen. Meestal wordt de term gebruikt door personen of groepen die zich tegen de heersende opvattingen van het establishment afzetten.
De oorsprong van de uitdrukking wordt toegeschreven aan de linkse journalist Ignacio Ramonet, die het in 1995 gebruikte in een editoriaal van Le Monde Diplomatique. Twee jaar eerder echter introduceerde de nieuwrechtse filosoof Alain de Benoist het begrip al in het magazine Elements.